# Canton du Malzieu-Ville
Le canton du Malzieu-Ville était une division administrative française, située dans le département de la Lozère et la région Languedoc-Roussillon.

## Composition
| Nom                          | Code Insee | Intercommunalité                        | Superficie (km2) | Population (dernière pop. légale) | Densité (hab./km2) |
| ---------------------------- | ---------- | --------------------------------------- | ---------------- | --------------------------------- | ------------------ |
| Le Malzieu-Ville (chef-lieu) | 48090      | CC des Terres d'Apcher-Margeride-Aubrac | 7,80             | 748 (2014)                        | 96                 |
| Chaulhac                     | 48046      | CC des Terres d'Apcher-Margeride-Aubrac | 9,47             | 78 (2014)                         | 8,2                |
| Julianges                    | 48077      | CC des Terres d'Apcher-Margeride-Aubrac | 9,42             | 59 (2014)                         | 6,3                |
| Le Malzieu-Forain            | 48089      | CC des Terres d'Apcher-Margeride-Aubrac | 48,65            | 459 (2014)                        | 9,4                |
| Paulhac-en-Margeride         | 48110      | CC des Terres d'Apcher-Margeride-Aubrac | 15,79            | 99 (2014)                         | 6,3                |
| Prunières                    | 48121      | CC des Terres d'Apcher-Margeride-Aubrac | 13,09            | 261 (2014)                        | 20                 |
| Saint-Léger-du-Malzieu       | 48169      | CC des Terres d'Apcher-Margeride-Aubrac | 18,92            | 208 (2014)                        | 11                 |
| Saint-Pierre-le-Vieux        | 48177      | CC des Terres d'Apcher-Margeride-Aubrac | 15,55            | 312 (2014)                        | 20                 |
| Saint-Privat-du-Fau          | 48179      | CC des Terres d'Apcher-Margeride-Aubrac | 22,16            | 142 (2014)                        | 6,4                |

## Démographie
| 1962  | 1968  | 1975  | 1982  | 1990  | 1999  | 2006  | 2011  | 2012  |
| ----- | ----- | ----- | ----- | ----- | ----- | ----- | ----- | ----- |
| 3 051 | 2 833 | 2 658 | 2 518 | 2 371 | 2 320 | 2 420 | 2 441 | 2 400 |

## Représentation
Sources : Annuaires du département de la Lozère. https://gallica.bnf.fr/ark:/12148/cb326955871/date

### Conseillers généraux de 1833 à 2015
| Période | Période          | Identité                                                              | Étiquette                           | Qualité                                                                                                 |
| ------- | ---------------- | --------------------------------------------------------------------- | ----------------------------------- | --- |
| 1833    | 1845 (décès)     | Baron Bertrand Louis Brun de Villeret (1773-1845)                     | Centre Opposition constitutionnelle | Général de division, lieutenant-général Député (1817-1823 et 1827-1830) Pair de France                  |
| 1845    | 1848 (décès)     | Michel-Louis de Rozière Baron de Pouzols (1789-1848)                  |                                     | Avocat, Maître des Requêtes au Conseil d'État Garde du corps du Roi Louis XVIII Propriétaire au Malzieu |
| 1848    | 1868             | Baron Alphonse Brun de Villeret (1805-1883, fils de B. de Villeret)   |                                     | Propriétaire au Villeret, maire du Malzieu                                                              |
| 1868    | 1876 (décès)     | Baron Edmond Brun de Villeret (frère du précédent, 1817-1876)         |                                     | Président du Tribunal civil de Lyon, propriétaire au Malzieu                                            |
| 1876    | 1881 (démission) | Baron Louis Brun de Villeret (1837-1893, fils d'Alphonse)             | Droite                              | Propriétaire au Malzieu-Ville Nommé Conseiller de Préfecture puis Sous-Préfet                           |
| 1881    | 1892             | Eugène de Rozière                                                     | Républicain                         | Chartiste Sénateur (1879-1896) Maire du Malzieu-Ville (1878-1892 et 1896)                               |
| 1892    | 1893 (décès)     | Baron Louis Brun de Villeret                                          | Droite                              | Ancien sous-préfet, maire du Malzieu-Ville                                                              |
| 1893    | 1898             | Hippolyte Guillaume Crueize (1846-1909)                               | Républicain                         | Propriétaire, juge de paix à Serverette Maire de Fontans                                                |
| 1898    | 1910             | Robert de La Motte-Ango, marquis de Flers                             | Républicain Progressiste            | Dramaturge, propriétaire au Malzieu-Ville                                                               |
| 1910    | 1919             | Jean Baptiste Marius Soulpin (1843-1927)                              | Act.lib.                            | Maire de Prunières                                                                                      |
| 1919    | 1922 (décès)     | Jacques Pellissier de Féligonde de Ronnet (1880-1922)                 | Conservateur                        | Propriétaire au Malzieu-Ville                                                                           |
| 1922    | 1928             | Guillaume Cour                                                        | RG                                  | Docteur en médecine, maire du Malzieu-Forain                                                            |
| 1928    | 1934             | Pierre Rozière                                                        | URD-RG                              | Négociant au Malzieu-Ville, conseiller d'arrondissement                                                 |
| 1934    | 1940             | François de La Motte-Ango, marquis de Flers (fils de Robert de Flers) | RG                                  | Inspecteur des Finances, propriétaire au Malzieu-Ville                                                  |
|         |                  |                                                                       |                                     | |
| 1945    | 1967             | François de Flers                                                     | DVD                                 | Propriétaire au Malzieu-Ville                                                                           |
| 1967    | 1985             | Comte Hubert de La Motte-Ango de Flers (1930-2004)                    | UDR puis DVD                        | Propriétaire au Malzieu-Ville Vice-Président du Conseil Général                                         |
| 1985    | 2015             | Jean-Noël Brugeron                                                    | UDF puis DVD                        | Chef d'entreprise Maire du Malzieu-Ville Vice-Président du Conseil Général                              |

### Conseillers d'arrondissement (de 1833 à 1940)
Le canton du Malzieu-Ville appartenait à l'arrondissement de Marvejols jusqu'à sa disparition en 1926.
| Période                                  | Période | Identité                                                          | Étiquette | Qualité |
| ---------------------------------------- | ------- | ----------------------------------------------------------------- | --------- | --- |
| 1833                                     | 1848    | Marie Hugues Michel Gustave d'Imbert, Baron du Chenin (1793-1868) |           | Ancien garde du roi Louis XVIII, juge de paix au Malzieu-Ville, propriétaire au Malzieu-Forain              |
| 1848                                     | 1855    | Dominique-Prosper Pantel (1810-1875)                              |           | Propriétaire, notaire, maire du Malzieu-Ville                                                               |
| 1855                                     |         | Auguste d'Imbert du Chenin fils                                   |           | Propriétaire au Malzieu-Ville                                                                               |
|                                          |         |                                                                   |           | |
| 1864                                     | 1880    | Jean-François Vialard                                             |           | Notaire au Malzieu-Ville                                                                                    |
| 1880                                     | 1895    | Jean Antoine Émile Tuffier                                        |           | Greffier de la justice de paix, Le Malzieu-Ville                                                            |
| 1895                                     | 1901    | Jean-Baptiste Lèbre                                               |           | Maire de Paulhac                                                                                            |
| 1901                                     | 1910    | Jean-Baptiste Soulpin                                             | Droite    | Maire de Prunières                                                                                          |
| 1910                                     | 1919    | Ferdinand Touzéry                                                 | Droite    | Maire de Saint-Pierre-le-Vieux                                                                              |
| 1919                                     | 1925    | Jean-Baptiste Soulpin                                             | Droite    | Propriétaire à Prunières, conseiller général                                                                |
| 1925                                     | 1928    | Pierre Rozière                                                    | Droite    | Négociant, adjoint au maire du Malzieu-Ville                                                                |
| 1928                                     | 1940    | Osmin Touzéry                                                     | Droite    | Propriétaire à Chabanettes, Naussac-Fontanes                                                                |
| 1940                                     |         |                                                                   |           | Les conseils d'arrondissement ont été suspendus par la loi du 12 octobre 1940 et n'ont jamais été réactivés |
| Les données manquantes sont à compléter. |         |                                                                   |           | |